# Critics' Choice Award al miglior film documentario
Il Critics' Choice Award al miglior film documentario (Critics' Choice Movie Award for Best Documentary Feature) era un premio cinematografico assegnato annualmente nel corso dei Critics' Choice Awards (in precedenza noti anche come Critics' Choice Movie Awards).

## Vincitori e candidati
I vincitori sono indicati in grassetto.

### Anni 1990
- 1996: Crumb, regia di Terry Zwigoff
- 1997
  - Quando eravamo re (When We Were Kings), regia di Leon Gast
  - Microcosmos - Il popolo dell'erba (Microcosmos: Le Peuple de l'herbe), regia di Claude Nuridsany e Marie Pérennou
- 1998: 4 Little Girls, regia di Spike Lee
- 1999: Wild Man Blues, regia di Barbara Kopple

### Anni 2001-2010
- 2000: Buena Vista Social Club, regia di Wim Wenders
- 2001: The Life and Times of Hank Greenberg, regia di Aviva Kempner
- 2003
  - Bowling a Columbine (Bowling for Columbine), regia di Michael Moore
  - The Kid Stays in the Picture, regia di Nanette Burstein e Brett Morgen
  - Standing in the Shadows of Motown, regia di Paul Justman
- 2004
  - Una storia americana - Capturing the Friedmans (Capturing the Friedmans), regia di Andrew Jarecki
  - Ghosts of the Abyss, regia di James Cameron
  - The Fog of War - La guerra secondo Robert McNamara (The Fog of War), regia di Errol Morris
- 2005
  - Fahrenheit 9/11, regia di Michael Moore
  - Control Room, regia di Jehane Noujaim
  - Metallica: Some Kind of Monster, regia di Joe Berlinger e Bruce Sinofsky
  - Super Size Me, regia di Morgan Spurlock
- 2006
  - La marcia dei pinguini (La Marche de l'empereur), regia di Luc Jacquet
  - Independent Lens (Independent Lens), per l'episodio Enron - L'economia della truffa (Enron: The Smartest Guys in the Room), regia di Alex Gibney
  - Grizzly Man (Grizzly Man), regia di Werner Herzog
  - Mad Hot Ballroom (Mad Hot Ballroom), regia di Marilyn Agrelo
  - Murderball, regia di Henry Alex Rubin e Dana Adam Shapiro
- 2007
  - Una scomoda verità (An Inconvenient Truth), regia di Davis Guggenheim
  - Shut Up and Sing, regia di Barbara Kopple e Cecilia Peck
  - This Film Is Not Yet Rated, regia di Kirby Dick
  - Chi ha ucciso l'auto elettrica? (Who Killed the Electric Car?), regia di Chris Paine
  - Wordplay, regia di Patrick Creadon
- 2008
  - Sicko, regia di Michael Moore
  - Darfur Now, regia di Ted Braun
  - In the Shadow of the Moon, regia di David Sington e Christopher Riley
  - The King of Kong: A Fistful of Quarters, regia di Seth Gordon
  - No End in Sight, regia di Charles H. Ferguson
  - Sharkwater, regia di Rob Stewart
- 2009
  - Man on Wire - Un uomo tra le Torri (Man on Wire), regia di James Marsh
  - Darfur Now, regia di Ted Braun
  - I.O.U.S.A.,  regia di Patrick Creadon
  - Roman Polanski: Wanted and Desired, regia di Marina Zenovich
  - Standard Operating Procedure - La verità dell'orrore (Standard Operating Procedure), regia di Errol Morris
  - Young@Heart, regia di Stephen Walker
- 2010
  - The Cove, regia di Louie Psihoyos
  - Anvil! The Story of Anvil, regia di Sacha Gervasi
  - Capitalism: A Love Story, regia di Michael Moore
  - Food, Inc., regia di Robert Kenner
  - Michael Jackson's This Is It, regia di Kenny Ortega e Michael Jackson

### Anni 2010
- 2011
  - Waiting for "Superman", regia di Davis Guggenheim
  - Exit Through the Gift Shop, regia di Banksy
  - Inside Job, regia di Charles Ferguson
  - Restrepo - Inferno in Afghanistan (Restrepo), regia di Tim Hetherington e Sebastian Junger
  - Joan Rivers: A Piece of Work, regia di Ricki Stern e Anne Sundber
  - The Tillman Story, regia di Amir Bar-Lev
- 2012
  - George Harrison: Living in the Material World, regia di Martin Scorsese
  - Buck, regia di Cindy Meehl
  - Cave of Forgotten Dreams, regia di Werner Herzog
  - Page One. Un anno dentro il New York Times (Page One: Inside the New York Times), regia di Andrew Rossi
  - Project Nim, regia di James Marsh
  - Undefeated, regia di Daniel Lindsay e T.J. Martin
- 2013
  - Searching for Sugar Man, regia di Malik Bendjelloul
  - Bully, regia di Lee Hirsch
  - L'impostore - The Imposter (The Imposter), regia di Bart Layton
  - The Queen of Versailles, regia di Lauren Greenfield
  - The Central Park Five, regia di Ken Burns, Sarah Burns e David McMahon
  - West of Memphis, regia di Amy J. Berg
- 2014
  - 20 Feet from Stardom, regia di Morgan Neville
  - L'atto di uccidere (The Act of Killing), regia di  Joshua Oppenheimer e Christine Cynn
  - Blackfish, regia di Gabriela Cowperthwaite
  - Stories We Tell, regia di Sarah Polley
  - Tim's Vermeer, regia di Teller
- 2015
  - Life Itself, regia di Steve James
  - Citizenfour, regia di Laura Poitras
  - Glen Campbell: I'll Be Me, regia di James Keach
  - Jodorowsky's Dune, regia di Frank Pavich
  - Last Days in Vietnam, regia di Rory Kennedy
  - The Overnighters, regia di Jesse Moss
- 2016 (Gennaio)
  - Amy, regia di Asif Kapadia
  - Cartel Land, regia di Matthew Heineman
  - Going Clear - Scientology e la prigione della fede (Going Clear: Scientology and the Prison of Belief), regia di Alex Gibney
  - He Named Me Malala, regia di Davis Guggenheim
  - The Look of Silence, regia di Joshua Oppenheimer
  - Where to Invade Next, regia di Michael Moore